# Monte Zuma

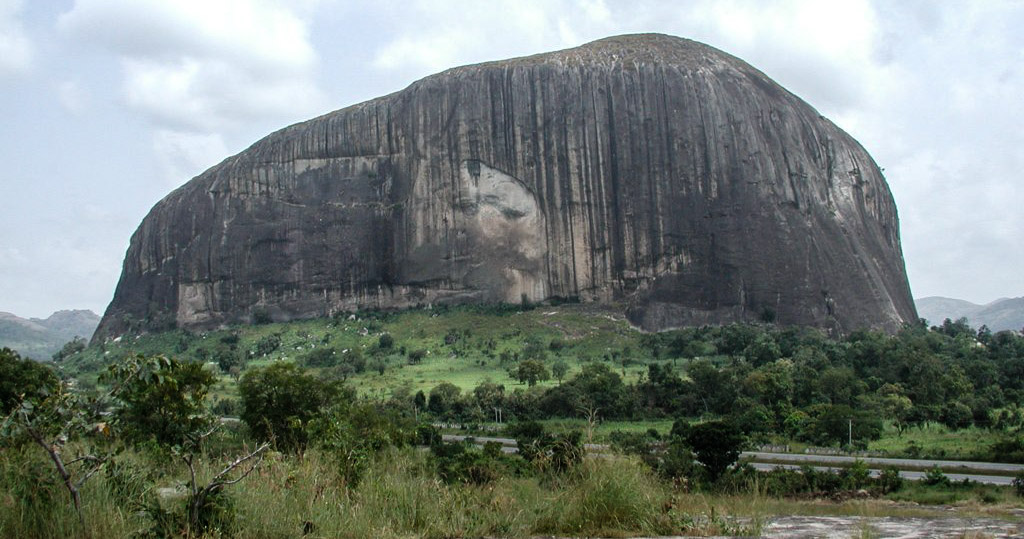
Monte Zuma

O Monte Zuma é um grande monólito, uma intrusão ígnea composta de gabro e granodiorito, que está localizado no estado de Níger, na Nigéria. Ele se levanta espetacularmente logo a oeste da capital da Nigéria, Abuja, e ao longo da estrada principal de Abuja para Kaduna próximo a Madala, e é muitas vezes referido como a "porta de entrada para Abuja a partir de de Suleja". O Monte Zuma Rock eleva-se a 300 metros (980 pé) acima do seu entorno.
O Monte Zuma está representado na cédula de 100 naira. Ele foi usado como ponto defensivo pelos guaris contra a invasão de tribos vizinhas durante as guerras intertribais.